# سوريي دومتايسونغ
سوريي دومتايسونغ (بالتايلندية: สุริยา ดอมไธสง)‏ (20 يناير 1981 ببوريرام في تايلاند - ) هو لاعب كرة قدم تايلندي في مركز الهجوم. شارك مع منتخب تايلاند لكرة القدم. أما مع النوادي، فقد لعب مع نادي بوريرام يونايتد ونادي كلنتن ونادي موانغتونغ يونايتد وSongkhla United F.C. ‏ وSurin City F.C. ‏ وبانكوك يونايتد.

## وصلات خارجية
- سوريي دومتايسونغ على موقع قاعدة بيانات كرة القدم.إي يو (الإنجليزية)
- سوريي دومتايسونغ على موقع ناشيونال فوتبول تيمز (الإنجليزية)
- سوريي دومتايسونغ على موقع Soccerway.com (الإنجليزية)
- سوريي دومتايسونغ على موقع عالم كرة القدم.نت (الإنجليزية)